# Mahican

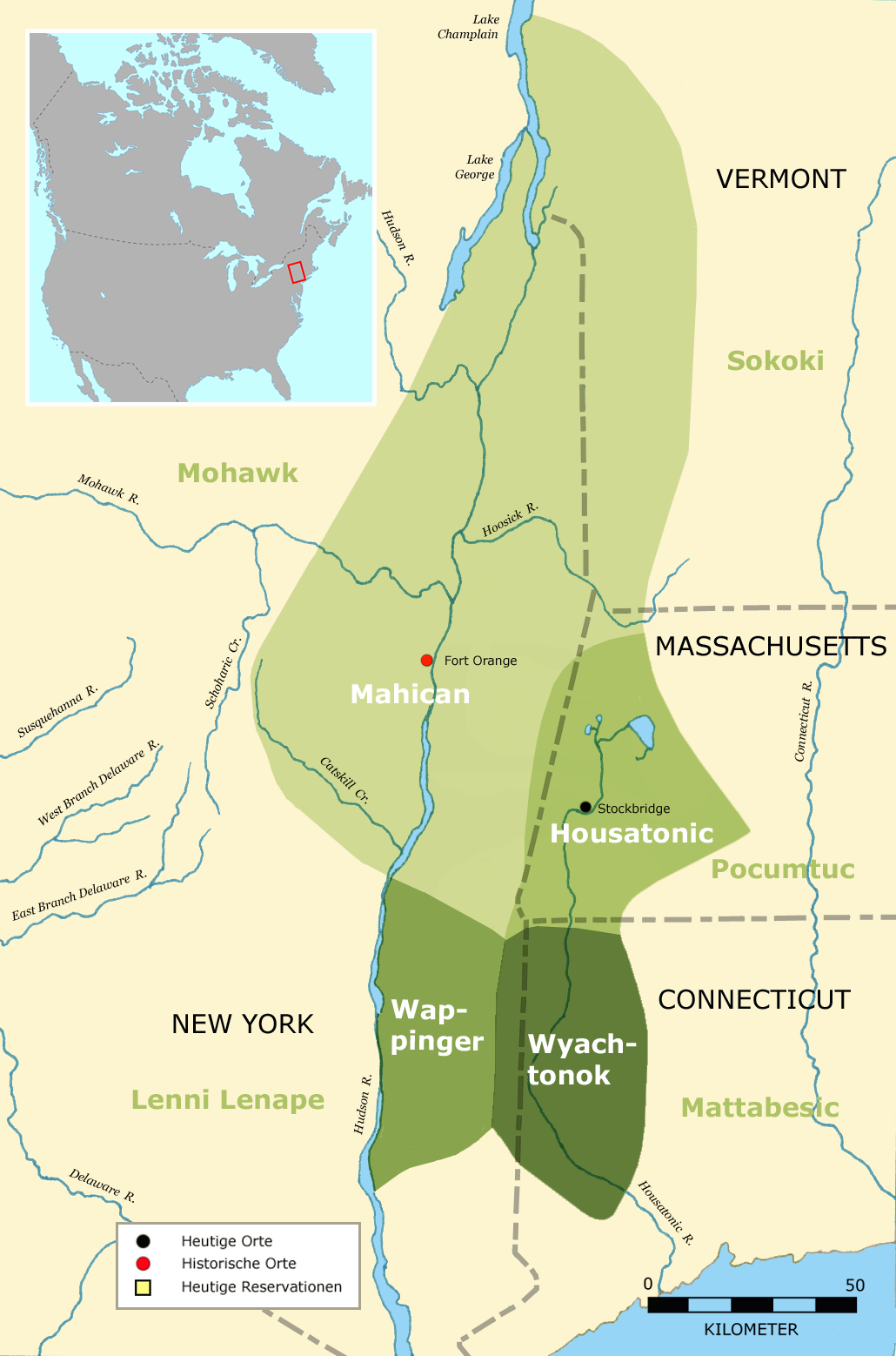
Traditionelle Wohngebiete der Mahican und benachbarter Stämme um 1600.

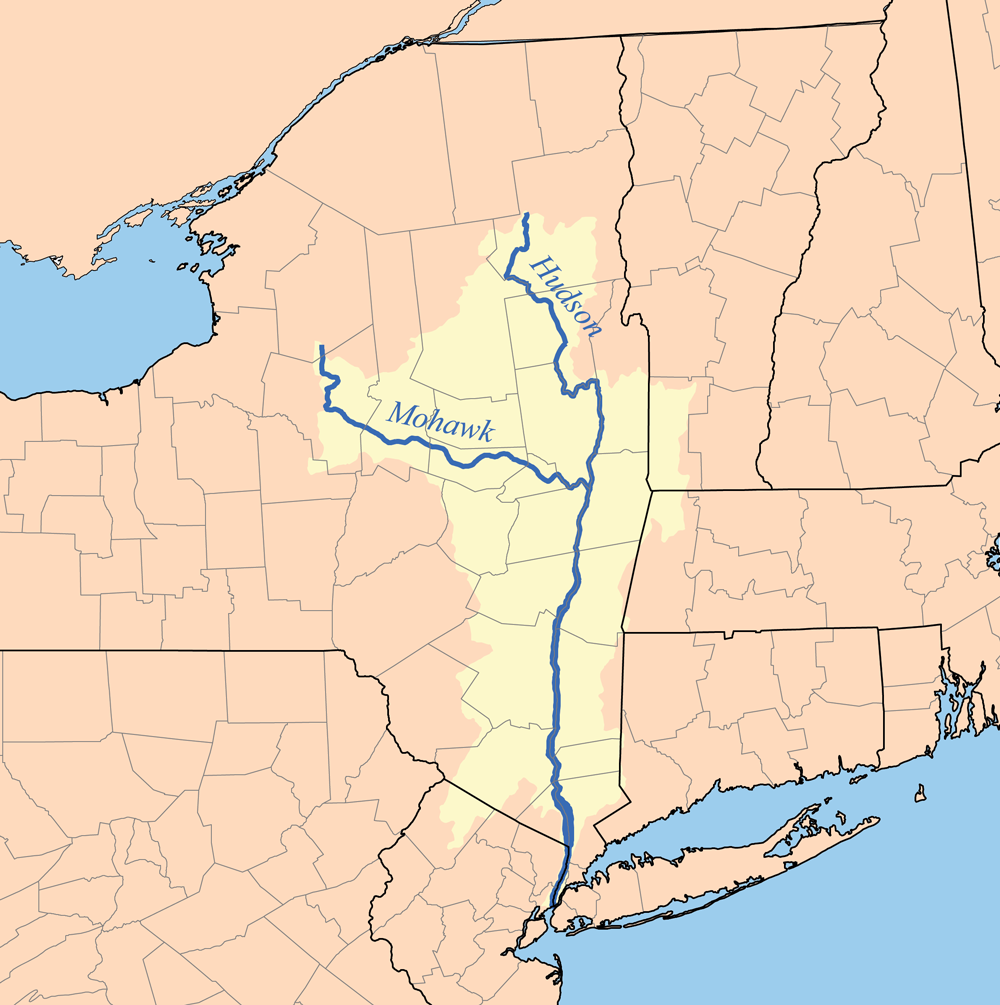
Die Mahican siedelten im 17. Jahrhundert am Hudson und dessen Nebenflüssen, dem Mohawk River, Hoosick River sowie Catskill Creek, zogen dann ostwärts nach Massachusetts und später nach Wisconsin im Westen.

Die Mahican, im Englischen meist Mohican genannt, waren eine Östliches Algonkin sprechende indigene Bevölkerungsgruppe, die im oberen Hudsontal jenseits der Catskill Mountains im heutigen Staat New York lebten und politisch-militärisch die mächtige aus fünf Stämmen bestehende Mahican-Konföderation bildeten. Ihre Sprache namens Mã’eekaneeweexthowãakan steht linguistisch den Delawarischen Sprachen (Lenape und Munsee) der Lenape und Munsee sowie der Sprache der Wappinger (Wappani) am nächsten. Sie dürfen nicht mit den ebenfalls zu den Algonkin gehörigen Mohegan verwechselt werden, einer einst zu den Pequot gehörenden Stammesgruppe im östlichen Connecticut.

## Stammesbezeichnung
Da sie ursprünglich ihre Siedlungen entlang des Hudson Rivers (Mahicannituck – „Wasser, die nie still sind“, „Wasser, das immer fließt“) errichteten, bezeichneten sie sich in ihrer Sprache einfach als Muhhekunneuw oder Muh-he-con-ne-ok („Die Menschen der Wasser, die nie still sind“, „Die Menschen am Wasser, das immer fließt“). Daher wurden sie von Niederländern und Engländern zusammen mit den entlang des Hudson lebenden Stämmen, wie den Munsee (Nördliche Delaware) oder Wappinger (Wappani), als Flussindianer bezeichnet. Die Niederländer verballhornten den Namen des Wolfs-Clans („Manhigan“) in Mahigan, Mahikander, Mahinganak, Maikan oder Mawhickon. Die Engländer vereinfachten das Wort zu Mahican oder Mohican. Die Franzosen bezeichneten sie als Loups („Wölfe“).

## Stammesgebiet
Die Mahican siedelten im 17. Jahrhundert am Hudson River und dessen Nebenflüssen, dem Mohawk River und Hoosick River im heutigen Osten des Bundesstaates New York, im Westen von Massachusetts, im Südwesten von Vermont und im Nordwesten von Connecticut. Ihr Gebiet reichte im Nordwesten vom Lake George bis zum Südufer des Lake Champlain, im Nordosten bis zu den Stammesgebieten der zu den Westlichen Abenaki zählenden Pocumtuc-Konföderation, Penacook (Merrimack)-Konföderation und Sokoki (Eigenbez.: Ozokwakiak – „Menschen, die zerstören“; auch: Assokwekik bzw. Sakukia – „Menschen, die sich abspalteten“), im Osten einschließlich der Taconic Mountains bis in die westlichen Berkshire Mountains, im Westen zwischen dem heutigen Schenectady und Amsterdam bis zum Schoharie Creek, im Südwesten bis in die Catskill Mountains und zum Catskill Creek, dem Grenzfluss zum Gebiet der Munsee (Nördliche Delaware) (eine Stammesgruppe der Lenni Lenape) sowie im Südosten bis östlich des Housatonic River. Ihr Stammesgebiet, das sie N'DahAhKi (engl. Aussprache: „En-DAH-kee“, Kurzform von: N'DahAhKiNaNa – „Unser ursprüngliches Stammland“) nannten, war durch weite Wälder, Berge und Flüsse geprägt und stellte eine bedeutende alte Handels- und Kommunikationsroute zwischen den Stämmen dar, da sich hier die Flüsse Mohawk und Hudson vereinigten. Ihr Stammesgebiet wurde im 17. und 18. Jahrhundert zu einem Zufluchtsort von einst weiter ostwärts lebenden Algonkin-Stämmen und einst mächtigen Stammesbündnissen, die auf Grund verheerenden Seuchen und kriegerischen Auseinandersetzungen zwischen der Irokesen-Liga, den Briten, Niederländern und den ansässigen Neuengland-Algonkin, aufgerieben wurden und ihre Population stark dezimiert wurde. Die „Pocumtuc-Konföderation“ und „Penacook (Merrimack)-Konföderation“ sowie Teile der Mattabesic-Konföderation und Wappinger-Konföderation schlossen sich im 18. Jhd. der „Mahican-Konföderation“ im Westen sowie der sich neu formierenden Wabanaki-Konföderation im Norden an. Später suchten auch Teile der zwischenzeitlich mächtiger gewordenen „Mahican-Konföderation“ Schutz bei ihren einstigen Feinden, der Irokesen-Liga, und schlossen sich dort den Oneida an; andere Mahican schlossen sich den Wyandot (Zusammenschluss mehrerer einstiger Stammesbündnisse: Wendat/Huronen-Konföderation, Tionontati/Petun-Konföderation, Attiwandaronon/Neutrale-Konföderation, Eriehonon-Allianz und einiger kleinerer Algonkin-Stämmen) und Lenni Lenape in Ohio an.

## Soziopolitische Organisation
Die Mahican bildeten die sogenannte Mahican-Konföderation, bestehend aus fünf Stämmen, die von hereditären (erblichen) Sachems geführt und von ernannten Beratern unterstützt wurden:
- Mahican, lebten in der Umgebung des heutigen Albany (Pempotowwuthut-Muhhcanneuw – „Platz des Ratsfeuer der Mahican Nation“)[4][5] westwärts bis zum Mohawk River sowie im Nordwesten bis zum Lake Champlain und Lake George.
- Mechkentowoon, lebten entlang des Westufers des Hudson Rivers oberhalb des Catskill Creeks.
- Wawyachtonoc, Wawayachtonoc, auch Eddy People – „Volk des wirbelnden Stroms“ oder people of the curving channel – „Volk am biegenden Flussbett“, sowie New Milford Indians genannt. Sie lebten beiderseits des Housatonic River im heutigen Dutchess und Columbia County im äußersten Südosten des US-Bundesstaats New York und im Westen und Nordwesten Connecticuts, benannt nach ihrer Hauptsiedlung Weantinock am Housatonic River,[6] dem heutigen New Milford. Weitere Dörfer waren Shecomeco, Wechquadnach, Pamperaug, Bantam, Weataug und Scaticook, ursprünglich mit Weantinock (Wyachtonok) bezeichnet, einem Stamm der Paugussett.
- Housatonic, abgeleitet von hous atenuc – „auf der anderen Seite der Berge“ und zu Westenhuck verballhornt. Ihr gleichnamiges Hauptdorf lag nahe dem heutigen Great Barrington. Sie lebten im Housatonic River Valley in Connecticut und Massachusetts, sowie in der Gegend um Great Barrington, Massachusetts.[7]
- Wiekagjoc, eine Verballhornung von Wikwajek – „Oberlauf eines Baches“. Sie lebten östlich des Hudson Rivers nahe der heutigen Stadt Hudson im Columbia County in New York.[8]

Vermutlich waren die Housatonic (Westenhuck) ursprünglich ein eigenständiger Stamm, der sich später den Mahican anschloss, sowie die westwärts geflohenen Wawyachtonoc, auch Weantinock oder Wyachtonok von den Paugussett, die der Mahican-Konföderation im Jahr 1687 beitraten.
Die Mahican wohnten in rund 40 teils geschlossenen, zwischen Maisfeldern und Wäldern gelegenen, Dörfern, die auf Hügeln lagen und von Palisaden umgeben waren. Diese befestigten Dörfer bestanden aus 20 bis 30 Häusern und wurden von bis zu 200 Menschen bewohnt. Die Mahican setzten sich aus drei Clans zusammen, nämlich Bär, Wolf, und Schildkröte. Mussten wichtige Angelegenheiten entschieden werden, die die Konföderation betrafen, wie zum Beispiel Krieg oder Frieden, Aufgabe von Dörfern oder Erschließung neuer Wohngebiete, versammelten sich die Sachems der verschiedenen Clans und Stämme regelmäßig in ihrer Hauptstadt Shodac, auch Schodack, die auf einer Insel östlich des heutigen Albany lag, um darüber abzustimmen. In Kriegszeiten übertrug der Rat der Sachems seine Autorität auf einen erfahrenen und angesehenen Kriegs-Sachem, der während des Konflikts über fast diktatorische Gewalt verfügte. War der Krieg jedoch beendet, übernahmen wieder die zivilen Sachems die Führung der konföderierten Stämme.

## Geschichte

### Konflikt mit den Mohawk
Bereits vor ihrem ersten Kontakt mit den Händlern und Siedlern der Holländer und später denen der Briten befand sich die Mahican-Konföderation im Krieg mit den mächtigen Mohawk im Nordwesten, den „Hütern des östlichen Tores“ der Irokesenliga, um den für die Stämme kulturell sowie auch materiell bedeutsamen Wampumhandel. Als kurzzeitig die Neuengland-Algonkin entlang der Atlantik-Küste militärisch gegenüber den nicht mit holländischen Gewehren und stählernen Tomahawks ausgestatteten Irokesen die Oberhand gewannen, war Letzteren klar, dass sie direkte Handelskontakte mit den Holländern etablieren mussten, um waffentechnisch gleichzuziehen. Da die Mahican jedoch jeden Versuch blockierten, um ihr eigenes Handelsmonopol nicht zu gefährden, begannen nun die kriegerischen Auseinandersetzungen mit den Irokesen, hier speziell mit den Mohawk, zu eskalieren.
Um 1610 erreichten niederländische Händler das Tal des Hudson River, das wichtig als Handelsroute zu den Stämmen im Gebiet der Great Lakes sowie im Landesinnern war. Sie belieferten die Irokesen mit den gewünschten Waffen, um mit ihnen gemeinsam die Susquehannock im Süden zu bekämpfen. 1618 vermittelten die Holländer zwischen den verfeindeten Mohawk und Mahican einen Frieden. 1624 errichteten die Holländer ihren ersten Handelsposten, das Fort Oranije südlich des heutigen Albany, und begannen entlang des Flusslaufs ab 1626 ihre Kolonie Nieuw Nederland zu errichten, das bald die auf der Südspitze von Manna-hata (Manhattan) errichtete Stadt Neu-Amsterdam (Nieuw Amsterdam) als Hauptsitz einschloss. Zudem versuchten die Niederländer, auch Pelzhandel über Mittelsmänner der Mahican mit der ebenfalls zu den Algonkin zählenden Anishinaabe-Stammesgruppe, den Anishinabe (Ojibwe oder Chippewa), Saulteaux (Salteaux), Mississauga, Odawa (Ottawa), Potawatomi (Bodéwadmi), Algonkin (Algonquin), Nipissing und Oji-Cree (Severn Ojibwa) und Innu im Norden zu treiben, die ebenfalls Feinde der Irokesen waren.
Nun sahen sich die Irokesen von beiden Seiten durch gut bewaffnete Algonkin bedroht. Allerdings hatten die Holländer auch die durch das neu errichtete Fort Oranije leichter zu erreichenden Mohawk ebenfalls mit Gewehren bewaffnet. 1624 schlugen die Mohawk überraschend zu und es entbrannte ein heftiger Krieg mit den Stämmen der Mahican-Konföderation, den die Niederländer nicht verhindern konnten und den die europäischen Siedler durch weitere Waffenlieferungen an die verfeindeten Stämme schürten. 1626 wurde ein gemeinsamer Kriegstrupp von Holländern und Mahican von feindlichen Mohawk überrascht und besiegt. Diese Niederlage veranlasste die Holländer, im fortdauernden Krieg zwischen den Stämmen neutral zu bleiben. Um 1628 hatten die Mohawk gesiegt und die Mahican ostwärts über den Hudson River getrieben. Die Niederländer akzeptierten den Sieg der Mohawk und machten sie zu ihrem wichtigsten Alliierten und Handelspartner. Die Irokesen besaßen nun eine strategisch äußerst wichtige Position. Ihr Wohngebiet befand sich genau zwischen den Niederländern im Hudsontal, den Pelzlieferanten rund um die Great Lakes, sowie den französischen Pelzhändlern am Saint Lawrence River. Die Mahican mussten an die Mohawk Tribut in Form von Wampum zahlen.

### Vernichtung der Wappinger-Konföderation
Zwischenzeitlich überwanden die Mohawk und Mahican ihre Feindschaft, um weiterhin ungestört Handel mit den Holländern treiben zu können. Als sich die ebenfalls Östliches Algonkin-sprechenden Stämme der Wappinger-Konföderation – insbesondere die namensgebenden Wappinger, Mattabesic und Metoac – im Wappinger-Krieg (auch: Gouverneur-Kiefts-Krieg (Kieft’s War), 1643–1645) gegen die Niederländer erhoben, unterstützten die Mahican und Mohawk ihre europäischen Handelspartner, sowie die mit diesen verbündeten Engländer, mit Scouts und Kriegern. Besonders die Mahican konnten kurzfristig durch ihre Unterstützung in einem der blutigsten und grausamsten Ausrottungskriege in der Geschichte der nordamerikanischen Kolonien wieder an Stärke und Macht gewinnen. Zusammen mit ihren Alliierten hatten die Wappinger über 1.600 Stammesmitglieder verloren, und die Wappinger-Sachems waren im April 1644 bereit, in Fort Amsterdam Frieden zu schließen. Auf Druck der Mahican jedoch mussten die Sachems im August 1644 in Fort Orange einen Friedensvertrag unterzeichnen.
Nach dem Krieg fiel die Wappinger-Konföderation auseinander, einige der vorher verbündeten Stämme wurden sogar zu Feinden. Die Wappinger und Westlichen Metoac wurden Tributpflichtige der Mahican und mussten jährlich eine beträchtliche Zahlung in Form von Wampum an die Mahican leisten. Unter den Stämmen im südlichen Neuengland und Long Islands war es üblich, dass die schwächeren an die stärkeren Gruppen Tributzahlungen leisteten. Die Mahican hatten keine eigenen Verluste zu beklagen und der Vertrag von Fort Orange versetzte sie in die Lage, den Wampum-Handel im Süden Neuenglands und auf Long Island zu kontrollieren. Um die Demütigung zu erhöhen, sammelten die Mahican den fälligen Tribut nicht selbst ein, sondern schickten die Wappinger als ihre Eintreiber zu den Metoac. Das Ausbleiben von Zahlungen hatte Überfälle der Wappinger auf deren Dörfer zur Folge, ohne dass die Niederländer einschritten. Dies führte zu weiteren Verstimmungen zwischen den erheblich dezimierten Metoac und den Niederländern, jedoch waren die Stämme auf Long Island so geschwächt, dass sie nicht mehr militärisch erfolgreich gegen diese vorgehen konnten.
In der Folgezeit vermieden die Wappinger weitere Konflikte mit den Niederländern und 1649 verkauften die Wechquaesgeek ihr Land am nördlichen Ende Manhattans. Trotzdem kämpften sie 1655 zusammen mit den Hackensack der Munsee (Nördliche Delaware) (einer Stammesgruppe der Lenni Lenape), die Verbündete von Neuschweden waren, im sogenannten Peach (Tree) War gegen die Niederländer, das die Besetzung und das Ende Neuschwedens durch die siegreichen Niederländer zur Folge hatte. Andere Gruppen der einstigen Konföderation – darunter auch Wappinger – kämpften nochmals in den beiden Esopus-Kriegen (1659–1664) auf Seiten der Esopus, eines ebenfalls zu den Munsee zählenden mächtigen Stammes.

### Eskalation des Mohawk-Mahican-Konflikts
Durch den Zuzug versprengter östlicher Algonkin-Stämme sowie die Tributzahlungen gestärkt, unternahmen die Mahican immer wieder Versuche, ihre Stammesgebiete zurückzugewinnen, sowie den Handel mit den Europäern wieder zu dominieren. Der Krieg zwischen beiden Völkern – bekannt als Teil der sogenannten Biberkriege (Franzosen- und Irokesenkriege, 1640 und 1701) – dauerte bis zum Jahre 1673. Die Überfälle der militärisch erstarkten Mohawk wurden immer heftiger, zudem hatten sie die Unterstützung der holländischen und britischen Siedler gewonnen. 1664 sahen sich die Mahican gezwungen, weiter nach Osten ins westliche Massachusetts und Connecticut auszuweichen und ihre Hauptstadt Shodac (auch Schodack) in der Nähe von Albany nach Westenhuck (Westenhook, auch Housatonic), dem heutigen Stockbridge, zu verlegen. Zwischen 1683 und 1685 verkauften die Wappinger mehr als 40 km² ihres Landes östlich des Hudson Rivers. Die meisten von ihnen zogen nach Norden zu den Dörfern der Mahican am Housatonic River im westlichen Connecticut oder zu den überlebenden Algonkin-Stämmen der Potatuck, Wawyachtonoc (Weantinock), Tunxis, Podunk sowie einiger Mahican in Schaghticoke, die dorthin nach dem King Philip’s War (1675–1676) geflüchtet waren.

### Verkauf der Stammesgebiete und Ansiedlung in Reservationen
Nach und nach verkauften sie ihr Land, sammelten sich 1736 in einer Missionsstation in Stockbridge und wurden als Stockbridge-Indianer bekannt; sie waren die einzigen Mahican, die ihre kulturelle Identität bewahren konnten. Die Stockbridge-Indianer bestanden allerdings nicht nur aus Mahican, sondern auch aus Munsee, Wappingern, Nipmuck und vielen anderen Ethnien, die mit der Zeit in den Stockbridge-Mahican aufgingen und somit ihre eigene Identität verloren. Einer der berühmtesten Flüchtlinge war der Wappinger-Sachem Daniel Nimham, der einige Zeit später auch als Sachem der Stockbridge in die Geschichte einging. Wesentlich auf seine Initiative hin beteiligten sich die Stockbridge-Mahican im Franzosen- und Indianerkrieg auf Seiten der Briten. Andere Gruppen teilten sich auf und vermischten sich mit verschiedenen Stämmen. Während des Franzosen- und Indianerkriegs (1755–1763) kämpften sie mit den Mohawk auf der Seite der Briten. Aber einen über die Stammesgrenzen hinweg bekannten Sachem bekamen sie erst in der Gestalt des Hendrick Aupaumut. Er war es auch, der sein Volk davon überzeugte, während der Amerikanischen Revolution auf Seiten der Amerikaner zu kämpfen. Wegen dieser Rolle im Amerikanischen Unabhängigkeitskrieg wird er auch heute noch von vielen Amerikanern verehrt. Allerdings wurde seinen lebenden Nachkommen weniger Respekt entgegengebracht. Denn kaum war der Krieg vorüber, mussten die Stockbridge-Mahican feststellen, dass ihr Land von den weißen Siedlern, also den Amerikanern, übernommen wurde. Die Stockbridge-Gruppe zog deshalb zunächst nach New York und später, dem Rat Hendrick Aupaumuts folgend, nach Wisconsin um.

## Demographie
Alle Algonkin-Stämme, die zwischen dem Hudson River und Connecticut River lebten, wurden im Allgemeinen als Mahican bezeichnet und zählten gegen 1600 Schätzungen folgend rund 35.000 Personen. Die als Mahican-Konföderation bezeichneten Stämme von Albany hingegen hatten eine Bevölkerung von rund 8.000. 1672 war die Zahl auf etwa 1.000 Personen dezimiert. Am Tiefpunkt im Jahr 1796 gab es nur noch 300 Stockbridge (The Last of the Mohicans, Die letzten der Mohikaner), die gemeinsam mit ihren früheren irokesischen Feinden, den Oneida, in Brotherton, New York, lebten. Zählt man die mit den Wyandot und Lenni Lenape in Ohio lebenden Mahican hinzu, betrug ihre Gesamtzahl zu dieser Zeit etwa 600 Personen. Heutzutage leben 1.500 Stockbridge (staatlich anerkannt) auf oder in der Nähe ihrer Reservation westlich von Green Bay, zudem schätzungsweise 1.700 Brotherton Indians (Mahican) (staatlich nicht anerkannt) am östlichen Ufer des Lake Winnebago.

## Mahican in der Literatur
Der amerikanische Schriftsteller James Fenimore Cooper zeichnete ein romantisierendes Porträt der dahinschwindenden Mahican in seinem Buch Der letzte Mohikaner (1826). Indessen existierte bei den Mahican niemals ein gewisser Uncas, einen solchen gab es jedoch bei den Mohegan. Dieser Mohegan-Sachem lebte aber nicht zur Zeit der Romanhandlung, sondern genau ein Jahrhundert früher. Das einzige, was er mit dem gleichnamigen Romanhelden gemeinsam hatte: Er war Verbündeter der Briten. Aber er kämpfte nicht etwa gegen die Franzosen, sondern gegen sein eigenes Volk. Dazu folgende Erklärung: Die Mahican, Mohegan und Pequot waren einmal ein Volk. Lange bevor die Weißen kamen, trennten sich die Pequot von den Mahican und zogen Richtung Osten ins heutige Connecticut. Bei den Pequot gab es zwei miteinander rivalisierende Sachems, nämlich Sassacus und Uncas. Als ersterer zum neuen Obersachem gewählt wurde, trennte sich Uncas mit seinen Anhängern vom Stamm und bildeten fortan die Mohegan. Als Sassacus schließlich gegen die Briten kämpfte (im sogenannten Pequot-Krieg), stand Uncas auf der Seite der Briten gegen die Pequot und half, diese völlig zu vernichten.
Es ist aber auch durchaus möglich, dass der Wappinger-Sachem Daniel Nimham Cooper als historisches Vorbild für seinen Chingachgook diente, denn seine Freundschaft mit dem Waldläufer und Grenzer Robert Rogers ist historisch verbürgt. Zudem nahm Daniel Ninham mit seinen Mahican, als Teil der Rogers’ Rangers an den maßgeblichen Schlachten des Franzosen- und Indianerkriegs teil. Diese historischen Ereignisse könnten Cooper als Grundlage für seine Lederstrumpfromane gedient haben.

## Heutige Situation
Angehörige der Stockbridge-Munsee Community Band of Mohican Indians leben heute in Wisconsin. Frühere Traditionen sind vollkommen verloren gegangen und sie sind auf der Suche nach einer Identität. Die Stockbridge-Munsee-Gruppe war von der Ostküste über den halben nordamerikanischen Kontinent nach Westen getrieben worden. Sie wurden oft entwurzelt und mussten immer wieder umsiedeln, bis sie nach Wisconsin zu den Oneida kamen. Edwin Martin, ein Mahican, entwarf das Logo „Many Trails“ (Viele Pfade), das den Charakter und die Energie dieser indigenen Gruppe symbolisieren soll, nämlich Ausdauer, Kraft und Hoffnung. Zudem finden sich viele Nachfahren der Mahican und den sich ihnen angeschlossenen Gruppen im Schaghticoke Indian Tribe (SIT) und in der Schaghticoke Tribal Nation (STN) in Connecticut.